# Americorophium salmonis
Americorophium salmonis är en kräftdjursart som först beskrevs av William Stimpson 1857.  Americorophium salmonis ingår i släktet Americorophium och familjen Corophiidae. Inga underarter finns listade i Catalogue of Life.